# DUM
DUM („Das Ultimative Magazin“) ist eine Zeitschrift für Literatur aus Langenlois in Niederösterreich. 

## Geschichte
Das Blatt wurde 1992 von Wolfgang Kühn und Erich Engelbrecht in Langenlois gegründet und erscheint seit 2003 viermal im Jahr.
Ein Ziel der Zeitschrift ist es, Autoren eine Plattform zur Veröffentlichung zu bieten. Die literarischen Veröffentlichungen umfassen fast ausschließlich erzählende Prosa und Lyrik. In jeder Nummer erscheint ein Interview oder ein Gespräch. Rezensionen über soeben erschienene Bücher erscheinen in der Druckversion und sind zusätzlich auch auf der Webseite abrufbar.
Zudem enthält die Webseite Informationen über die bereits erschienen Nummern und die geplanten Themen, zu den literarischen und musikalischen Veranstaltungen, an denen die DUM-Redaktion beteiligt ist, sowie Biografien der veröffentlichten Autoren.
Die DUM-Redaktion schreibt für alle Ausgaben ein bestimmtes Thema aus, wie etwa Ösis & Piefkes, verreisen, Partner.Wechsel. Jedes Jahr erscheint zusätzlich eine Ausgabe mit Schwerpunkt auf in Mundart und Dialekt verfassten Texten.
Herausgegeben wird DUM seit Erscheinungsbeginn von Wolfgang Kühn. Lesungsveranstaltungen finden im Unabhängigen Literaturhaus Niederösterreich in Krems an der Donau und fallweise in Wien statt. Dabei traten bereits Autoren wie Franzobel und Peter Rosei auf.
Zu den bislang veröffentlichten Autoren gehören unter anderen Renate Aichinger, Ewald Baringer, Ernesto Castillo, Martin Dragosits,  Daniel Glattauer, Wolfgang Glechner, Constantin Göttfert, Stephan Groetzner, Philipp Hager, March Höld, Max Huwyler, Vea Kaiser, Rudolf Kraus, Kevin Kuhn, Nicole Makarewicz, Josefa Mayer-Proidl, Mieze Medusa, Doris Nußbaumer, SAID, Clemens J. Setz, Thomas Steiner, Linda Stift, Thomas Josef Wehlim, Günther Tschif Windisch und Peter Paul Wiplinger.

## Auszeichnungen
- 2012: Kulturpreis des Landes Niederösterreich.[1] Anerkennungspreis in der Sparte Volkskultur & Kulturinitiativen.[3]